# Христина Волер
Христи́на Во́лер (англ. Krystina Waler; нар. Сент-Кетерінс) — директор гуманітарних ініціатив Канадсько-української фундації (КУФ), Торонто. Балотувалась на національних виборах восени 2021 року від Прогресивної консервативної партії по округу Сент-Кетерінс, але отримала 2 місце з 32.6% голосів.

## Життєпис
Народилась і виростала в Сент-Кетерінс, Онтаріо в українсько-ірландській родині. Закінчила середню школу сера Вінстона Черчілля в Сент-Кетерінс, тоді бакалаврат в Університеті Вільфреда Лор'є у Ватерлоо, а відтак магістерську програму з оцінки та менеджменту програм в охороні здоров'я Торонтського університету.
Координувала численні навчальні і гуманітарні обміни медичного та гуманітарного характеру між Канадою та Україною. КУФ також проводив відбір та закупівлю медичного обладнання, котре є необхідним для медичного забезпечення оперативних втручань — з того частина устаткування залишається в Україні.
Від січня 2022 представляє українські ініціативи в донорській організації «Фундація Темертеїв» (англ. Temerty Foundation), яка, зокрема, фінансувала діяльність Фонду Олени Зеленської.

## Нагороди
- «За особисті заслуги у гуманістичній та благодійній діяльності, надання висококваліфікованої медичної допомоги учасникам антитерористичної операції в Донецькій та Луганській областях» 23 лютого 2016 року нагороджена орденом княгині Ольги III ступеня (Указ Президента України від 23 лютого 2016 року № 62/2016).